# Severino Feruglio
Severino Feruglio (Udine, 20 settembre 1919 – Udine, 29 maggio 2012) è stato un calciatore e allenatore di calcio italiano, di ruolo difensore.
È scomparso nel 2012 all'età di 92 anni.

## Caratteristiche tecniche
È stato un difensore centrale.

## Carriera da calciatore
Giocò quattro stagioni in Serie A con Livorno, Udinese e Triestina, per un totale di 99 presenze in massima serie. Ha inoltre collezionato 116 presenze ed una rete in Serie B, tutte nelle file dell'Udinese, conquistando la promozione in massima serie nella stagione 1949-1950.
È tuttora il quinto calciatore più presente in campionato con la maglia dell'Udinese, alle spalle di Bertotto, Zorzi, Galparoli e Di Natale.

## Carriera da allenatore
Dopo una breve parentesi da allenatore-giocatore all'Udinese nella stagione 1951-1952, divenne allenatore a tempo pieno dalla stagione 1953-1954, quando subentrò a Nereo Rocco sulla panchina della Triestina. Restò in Venezia Giulia per tre stagioni, quindi passò alla guida del Novara, non riuscendo tuttavia ad evitare la retrocessione in Serie B dei piemontesi. Tornò ad allenare in massima serie nel 1958, rientrando sulla panchina dell'Udinese dove restò per due stagioni.

## Palmarès

### Giocatore

#### Competizioni nazionali
- Serie C: 1

Udinese: 1948-1949